# In hoc signo vinces

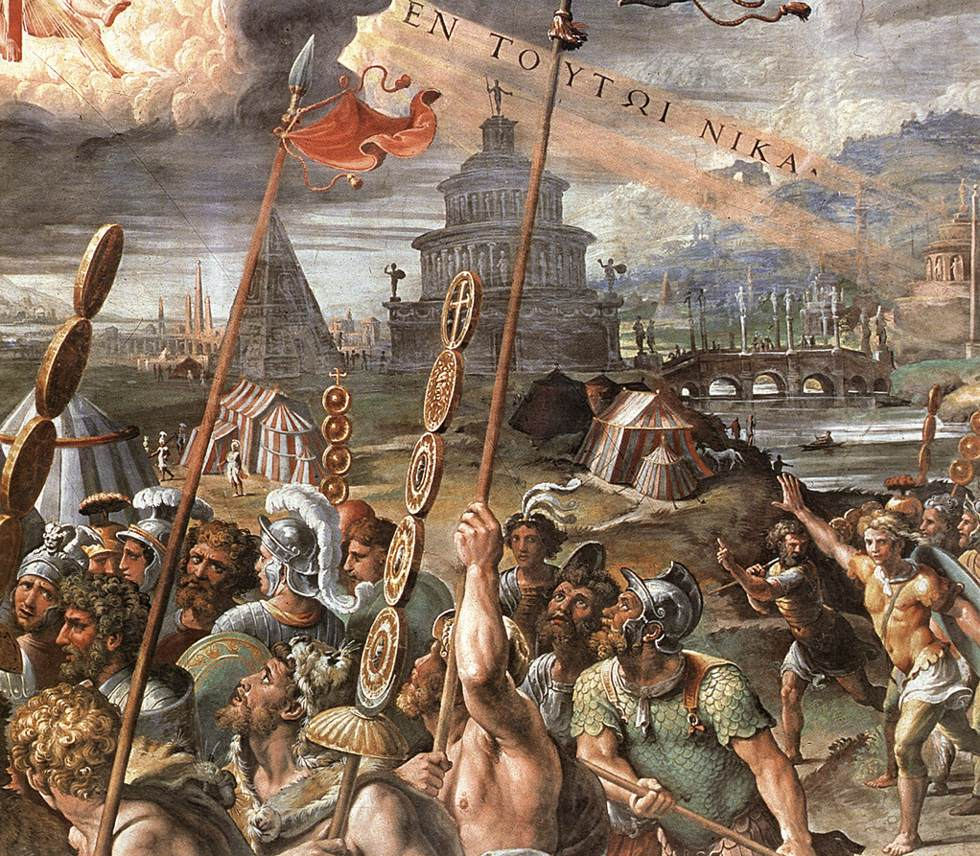
Visioen van het kruis van Rafaël (detail; 1520-1524) verbeeldt Constantijns visioen, met de Griekse spreuk.

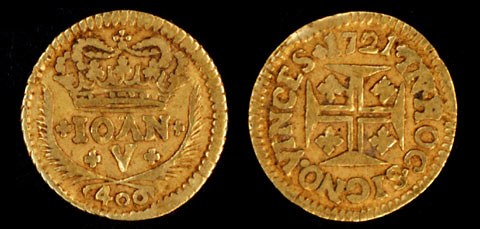
Munt van 400 Portugese réis met in hoc signo vinces op de muntzijde (1721).

In hoc signo vinces, Latijn voor In dit teken zult gij overwinnen, is een spreuk die teruggaat op de Romeinse keizer Constantijn de Grote en betrekking heeft op diens bekering tot het christendom.
Volgens zijn biograaf Eusebius van Caesarea zou Constantijn, voorafgaand aan de Slag bij de Milvische Brug in 312, een visioen gehad hebben van een oplichtend kruis aan de hemel, met het Griekse opschrift τούτῳ νίκα, 'in dit, overwin.' Daarna zou Christus in een droom aan de keizer verschenen zijn, om hem uit te leggen dat hij het teken van het christendom tegen zijn vijanden moest inzetten; dit zou voor Constantijn de reden zijn geweest om het labarum in te voeren, een veldteken met het Christusmonogram.
In hoc signo vinces is één mogelijke vertaling van ἐν τούτῳ νίκα; ook hoc signo victor eris ('in dit teken zult gij overwinnaar zijn') komt voor.